# أكتي الغازي
أكتي الغازي (أو سيدي الغازي) قرية مغربية تقع على ضفة المحيط الأطلسي، شمال مدينة بوجدور. إدارياً، تنتمي أكتي الغازي إلى جماعة لمسيد في إقليم بوجدور التابع لجهة العيون الساقية الحمراء.

## الموقع الجغرافي
تقع أكتي الغازي على بعد كيلومترين من الطريق الوطنية رقم 1 ، في الجزء الرابط بين مدينتي العيون وبوجدور، على بعد 46 كيلومترا شمال شرقي بوجدور.

## النشأة
تم إنشاء قرية أكتي الغازي سنة 2005 في إطار برنامج تنموي لوزارة الفلاحة والصيد البحري، يهدف إلى إنشاء قرى الصيادين ونقط تفريغ مجهزة على امتداد الساحل المغربي، من أجل تعزيز قطاع الصيد البحري وإنعاش الصيد التقليدي. وهي واحدة من القرى العشرة المنشأة في المناطق الجنوبية (جهة العيون الساقية الحمراء وجهة الداخلة وادي الذهب)،